# Непевный, Владимир Григорьевич
Владимир Григорьевич Непе́вный (16 августа, 1965, Одесса) — режиссёр, сценарист.

## Биография
В 1989 году окончил механико-математический факультет Одесского университета и в том же году поступил на театроведческий факультет ЛГИТМиКа, ныне Российская академия театрального искусства в Санкт-Петербурге, который окончил в 1997 году.
С 1996 года по 2002 работал в Кинокомпании СТВ. В течение 1996—1999 годов — режиссёр программы «Линия кино» на телеканале ОРТ. В 1999 году программа получила приз фестиваля «Белые столбы» (Госфильмофонд), как лучшая передача о кино.
Сотрудничает с кинокомпаниями «СевЗапКино», «СТВ», «Никола-фильм», «Ленфильм» и др. Куратор кинофестиваля «А-кино» в саду Фонтанного дома (Музей Анны Ахматовой).
Жена — художница Наталья Манелис.

## Общественная позиция
В 2014 году подписал письмо российских кинематографистов украинским коллегам «Мы с вами!».
В феврале 2022 года подписал открытое письмо «КиноСоюза» против военного вторжения России на Украину .

## Режиссёрские работы
- 2000 — Как снимался «Брат-2» (совместно с Тобином Обером)
- 2002 — Сны об Альфеони (о мультипликаторе и художнике Александре Алексееве, фестивали в Чикаго, Петербурге, Монреале, номинация «Лавр» за лучший дебют)
- 2002 — Все Вертовы (фестивали в Триесте, Локарно, Иерусалиме и т. д.,номинация «Лавр» за лучший документальный фильм)
- 2003 — Братья Васильевы (посвящён братьям Васильевым)
- 2003 — Кира Архивная копия от 25 марта 2017 на Wayback Machine (посвящён Кире Муратовой; диплом жюри фестиваля «Послание к человеку», президентский приз фестиваля «Чистые грёзы», спец. показы на фестивалях в Риге, Висбадене)[4]
- 2004 — Курёхин (спец. показы на фестивалях «Послание к человеку» и «Кинотавр»)
- 2004 — Веселый сантехник Архивная копия от 25 марта 2017 на Wayback Machine (Лейпциг, участник финала INPUT-2005, Сан-Франциско).
- 2006 — Александр Володин. Печальный марафон (приз «Золотой бубен» телевизионного фестиваля в Ханты-Мансийске)
- 2006 — Мой дед — Александр Галич (цикл канала «Культура» «Больше, чем любовь»)
- 2006 — Малахитовая лодка, На грани жизни (сериал «100 лет подводному флоту России»)
- 2006 — Иля+Маруся. Письма о любви (Илья Ильф и Маруся Тарасенко, цикл канала «Культура» «Больше, чем любовь») - фестиваль ART-FIFA-2007 (Монреаль), Docu-arts (Берлин), Point of view (Испания)
- 2007 — Зощенко. Брак (цикл канала «Культура» «Больше, чем любовь»)- фестиваль ART-FIFA-2008 (Монреаль)
- 2007 — Ив Монтан и Симона Синьоре. Из России с любовью (цикл канала «Культура» «Больше, чем любовь»)
- 2007 — Победительницы — спецпроект, 5 канал-Санкт-Петербург
- 2007 — Комедиантка (Ольга Антонова)
- 2009 — Виктор Шкловский и Роман Якобсон. Жизнь, как роман Архивная копия от 25 августа 2016 на Wayback Machine (диплом за лучший сценарий на фестивале «Послание к человеку», Санкт-Петербург)
- 2009 — Марк Бернес. Я расскажу вам песню
- 2010 — Академик Урванцев. Колумб русского севера
- 2010 — Станислав Ростоцкий и Нина Меньшикова. Моя главная роль это — жена! (цикл канала «Культура» «Больше, чем любовь»)
- 2010 — Анна Ахматова и Артур Лурье. Слово и музыка
- 2011 — Клятва Гиппократа (участник короткометражного конкурса «Кинотавр-2011»)
- 2011 — Пришелец Архивная копия от 9 июня 2021 на Wayback Machine[5] (приз гильдии киноведов и кинокритиков России и кинопрессы, приз Российского государственного архива кинофотодокументов на фестивале «Россия», Екатеринбург[6], приз зрительских симпатий на фестивале «Сибирь», Омск, диплом жюри фестиваля «Литература и кино», Гатчина, «За оригинальность кинематографического языка»))
- 2012 — Паустовский. Последняя глава
- 2014 — видео для концертного исполнения «Иоланты» в Смольном соборе (совместно с Натальей Манелис), видео для спектакля «Вино из одуванчиков или Замри» (ТЮЗ, режиссёр А. Шапиро)
- 2014 — Портрет, или Как художник Арон Зинштейн пришёл к поэту Виктору Сосноре
- 2016 — ГЭСЛО. «Исчезнувшая» экспедиция Архивная копия от 26 декабря 2018 на Wayback Machine (приз оргкомитета фестиваля «Море зовёт»; диплом 1й степени Красноярского международного фестиваля; победитель в номинации «Морская история России» — фестиваль «Человек и море», Владивосток; один из лидеров зрительского голосования на фестивале «Россия», Екатеринбург; участник фестивалей «КинЗа», Тюмень; «Волоколамский рубёж», Волоколамск; «Сталкер», Москва; Специальный приз «За честный взгляд на Арктику» на фестивале «Arctic Open», Архангельск); приз фестиваля "Дворянский мир" за "высокое художественное решение и возвращение забытых имен неутомимых первооткрывателей, чье мужество и героические свершения приумножили славу исследователей Крайнего Севера"
- 2016 — Книги, ангелы, города Саши фон Хагемейстера
- 2016 — Кому это нужно, игровой короткометражный фильм по пьесе Л. Петрушевской (участник фестивалей «Зеркало», Плёс; «Киношок», Анапа; 1го Екатеринбургского российского фестиваля)
- 2016 — Дрейден-сюита Архивная копия от 26 января 2018 на Wayback Machine (фильм открытия фестиваля «Кинопроба», Екатеринбург)
- 2017 — Валерий Кошляков. Элизиум.
- 2018 — Гайворонский: мимолётности (фестивали «А-кино», «Послание к человеку» (Санкт-Петербург), Международный фестиваль документального и антропологического кино в Пярну, фестиваль «Саратовские страдания», программа «Саратов — открытый город»)
- 2018 — Родные (Tallinn Black Nights film festival, Concorto Film Festival, Италия)
- 2019 — «Кулаков великого предела» Архивная копия от 9 июня 2021 на Wayback Machine (диплом Жюри киноведов и кинокритиков на фестивале «Сталкер», Москва, программа «Мир искусств» 41-го Московского международного фестиваля, фестиваль «А-кино», Санкт-Петербург, Азоло арт фильм фестиваль, Италия, «Окно в Европу», Выборг, Arctic open, Архангельск). "Epos",  Тель-Авив; On Art, Польша
- 2019 — Ковчег. Арт-центр на Пушкинской
- 2021 - Собутыльник-онлайн. 43-й Московский международный кинофестиваль, программа "Эйфория изоляция"; "Саратовские страдания", Саратов; "Arctic open", Архангельск
- 2021 - История одной командировки. "Окно в Европу", Выборг
- 2021 - Любовь Мироновна Вовси: “Жизнь была хорошая, но немилосердная...” Архивная копия от 26 сентября 2021 на Wayback Machine
- 2023 - Доктор Жуков
- 2023 - Мир по Либерману или Бог в клетке (фестиваль "Мир знаний)[7]
- 2023 - Когда мы вернёмся[8] Международный кинофестиваль в Хайфе, Израиль[9], FilmFestival Cottbus, Germany[10].